# 湯沢市
湯沢市（ゆざわし）は、秋田県東南端にある市。東を奥羽山脈、西を出羽山地に挟まれた横手盆地の南部に位置する。
面積は790.91平方キロメートルと広大で、秋田県全体の約6.8%を占める。
県境の市で、南側は宮城県および山形県と接し、古くから羽後国（秋田県）の南の玄関口であった。小野小町の、諸説ある生誕地の一つという伝説がある。

## 地理

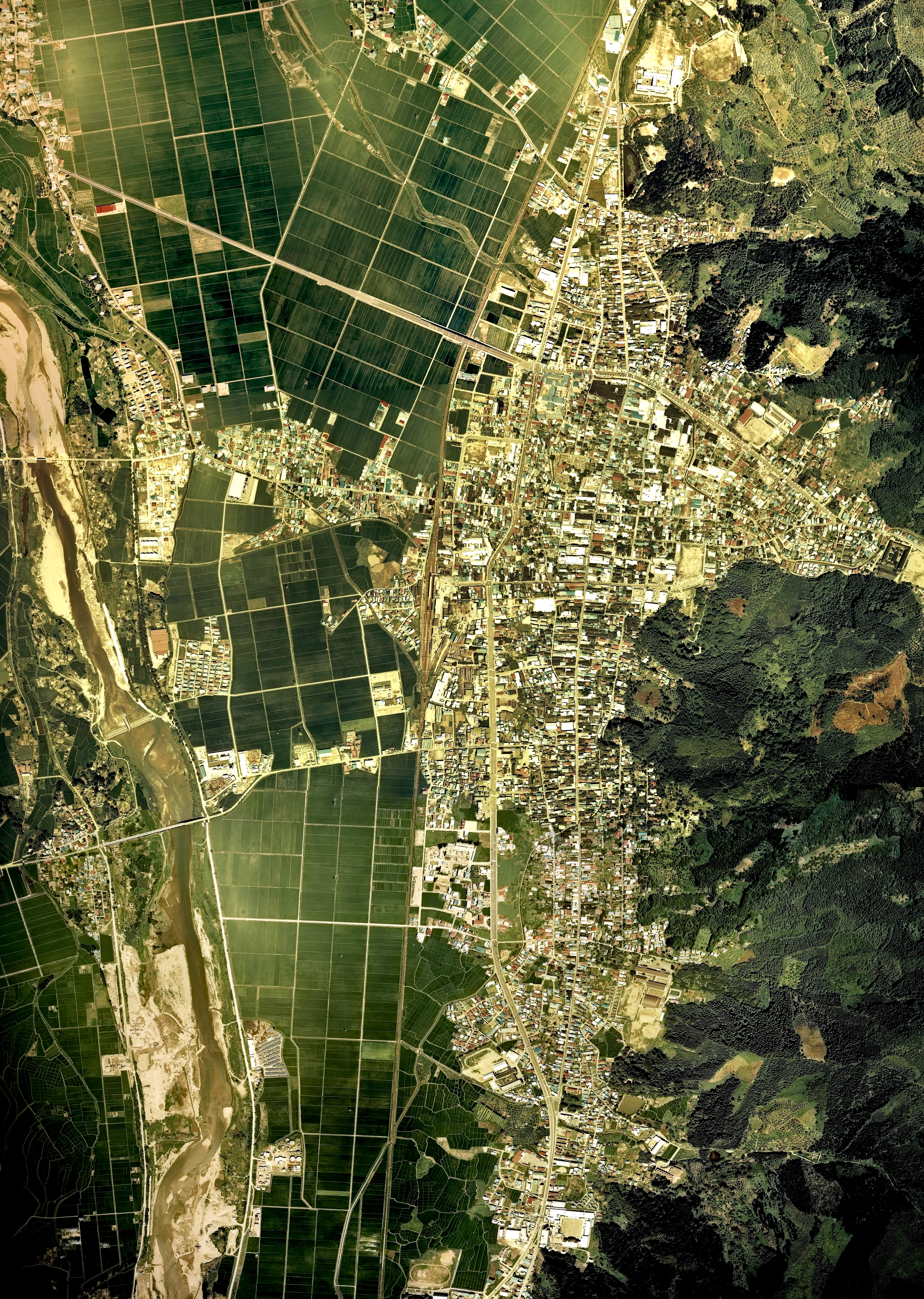
湯沢市中心部の空中写真。市街地の西側を南北に奥羽本線が走り、その西を雄物川が流れる。1976年撮影の9枚を合成作成。
。

### 位置
市街地は横手盆地の南に位置し、雄物川の東の山の手、鉦打沢川（かねうちさわかわ）の扇状地に広がる。鉄道路線（奥羽本線）や主要道路も雄物川に沿うように南北に延びる。

### 地形
市の南部を山地が占め、南西は大黒森山、南東は高松岳までを市域とする。南東の高松岳から流れる高松川が南から流れる雄物川と合流し、東鳥海山と檜山の間を北上して横手盆地に抜ける。東から流れる皆瀬川が雄物川に合流する周辺が市の北限となる。

#### 山岳

##### 主な山
- 大黒森山
- 高松岳

#### 河川
- 高松川
- 雄物川
- 皆瀬川
- 鉦打沢川

### 人口
| |                                        |  |
| 湯沢市と全国の年齢別人口分布（2005年） | 湯沢市の年齢・男女別人口分布（2005年） |  |
| ■紫色 ― 湯沢市 ■緑色 ― 日本全国 | ■青色 ― 男性 ■赤色 ― 女性              |  |
| 湯沢市（に相当する地域）の人口の推移 \| 1970年（昭和45年） \| 68,621人 \| \| \| 1975年（昭和50年） \| 66,275人 \| \| \| 1980年（昭和55年） \| 65,532人 \| \| \| 1985年（昭和60年） \| 63,949人 \| \| \| 1990年（平成2年） \| 62,537人 \| \| \| 1995年（平成7年） \| 61,169人 \| \| \| 2000年（平成12年） \| 58,504人 \| \| \| 2005年（平成17年） \| 55,290人 \| \| \| 2010年（平成22年） \| 50,849人 \| \| \| 2015年（平成27年） \| 46,613人 \| \| \| 2020年（令和2年） \| 42,091人 \| \| |                                        |  |
| 総務省統計局 国勢調査より |                                        |  |
| 1970年（昭和45年） | 68,621人                               |  |
| 1975年（昭和50年） | 66,275人                               |  |
| 1980年（昭和55年） | 65,532人                               |  |
| 1985年（昭和60年） | 63,949人                               |  |
| 1990年（平成2年） | 62,537人                               |  |
| 1995年（平成7年） | 61,169人                               |  |
| 2000年（平成12年） | 58,504人                               |  |
| 2005年（平成17年） | 55,290人                               |  |
| 2010年（平成22年） | 50,849人                               |  |
| 2015年（平成27年） | 46,613人                               |  |
| 2020年（令和2年） | 42,091人                               |  |

### 隣接自治体

#### 秋田県
- 由利本荘市
- 横手市
- 雄勝郡：羽後町、東成瀬村

#### 山形県
- 新庄市
- 最上郡：最上町、金山町、真室川町

#### 宮城県
- 栗原市
- 大崎市

## 気候
寒暖の差が大きく気温の年較差、日較差が大きい顕著な大陸性気候である。降雪量が多く、周辺の自治体と同様に特別豪雪地帯に指定されている。
冬季は、近年でも-15℃を下回る気温が観測され、2018年2月2日に-18.6℃、2018年2月23日に-17.0℃、2021年1月6日に-16.4℃を観測している。
湯沢
- 最高気温極値（1976年11月 - ）36.8°C（2015年7月13日）
- 最低気温極値（1976年11月 - ）-18.6°C（2018年2月2日）

湯の岱
- 最高気温極値（1976年11月 - ）35.3°C（1999年7月27日）
- 最低気温極値（1976年11月 - ）-15.5°C（1977年1月2日）| 湯沢市（湯沢地域気象観測所）の気候                      | 湯沢市（湯沢地域気象観測所）の気候 | 湯沢市（湯沢地域気象観測所）の気候 | 湯沢市（湯沢地域気象観測所）の気候 | 湯沢市（湯沢地域気象観測所）の気候 | 湯沢市（湯沢地域気象観測所）の気候 | 湯沢市（湯沢地域気象観測所）の気候 | 湯沢市（湯沢地域気象観測所）の気候 | 湯沢市（湯沢地域気象観測所）の気候 | 湯沢市（湯沢地域気象観測所）の気候 | 湯沢市（湯沢地域気象観測所）の気候 | 湯沢市（湯沢地域気象観測所）の気候 | 湯沢市（湯沢地域気象観測所）の気候 | 湯沢市（湯沢地域気象観測所）の気候 |
| 月                                                      | 1月                                | 2月                                | 3月                                | 4月                                | 5月                                | 6月                                | 7月                                | 8月                                | 9月                                | 10月                               | 11月                               | 12月                               | 年                                 |
| ------------------------------------------------------- | ---------------------------------- | ---------------------------------- | ---------------------------------- | ---------------------------------- | ---------------------------------- | ---------------------------------- | ---------------------------------- | ---------------------------------- | ---------------------------------- | ---------------------------------- | ---------------------------------- | ---------------------------------- | ---------------------------------- |
| 最高気温記録 °C （°F）                                  | 11.0 (51.8)                        | 19.7 (67.5)                        | 20.5 (68.9)                        | 29.9 (85.8)                        | 32.5 (90.5)                        | 33.2 (91.8)                        | 36.8 (98.2)                        | 36.2 (97.2)                        | 35.0 (95)                          | 30.4 (86.7)                        | 25.2 (77.4)                        | 17.3 (63.1)                        | 36.8 (98.2)                        |
| 平均最高気温 °C （°F）                                  | 1.4 (34.5)                         | 2.3 (36.1)                         | 6.3 (43.3)                         | 14.6 (58.3)                        | 20.9 (69.6)                        | 24.7 (76.5)                        | 27.7 (81.9)                        | 29.2 (84.6)                        | 25.0 (77)                          | 18.6 (65.5)                        | 11.4 (52.5)                        | 4.2 (39.6)                         | 15.5 (59.9)                        |
| 日平均気温 °C （°F）                                    | −1.5 (29.3)                        | −1.1 (30)                          | 1.9 (35.4)                         | 8.5 (47.3)                         | 14.9 (58.8)                        | 19.4 (66.9)                        | 22.9 (73.2)                        | 24.0 (75.2)                        | 19.7 (67.5)                        | 13.1 (55.6)                        | 6.7 (44.1)                         | 0.9 (33.6)                         | 10.8 (51.4)                        |
| 平均最低気温 °C （°F）                                  | −5.0 (23)                          | −4.9 (23.2)                        | −2.3 (27.9)                        | 2.7 (36.9)                         | 9.1 (48.4)                         | 14.8 (58.6)                        | 19.0 (66.2)                        | 19.6 (67.3)                        | 15.2 (59.4)                        | 8.3 (46.9)                         | 2.3 (36.1)                         | −2.2 (28)                          | 6.4 (43.5)                         |
| 最低気温記録 °C （°F）                                  | −16.4 (2.5)                        | −18.6 (−1.5)                       | −14.7 (5.5)                        | −6.7 (19.9)                        | 0.0 (32)                           | 6.0 (42.8)                         | 9.3 (48.7)                         | 11.1 (52)                          | 4.3 (39.7)                         | −1.0 (30.2)                        | −9.4 (15.1)                        | −13.5 (7.7)                        | −18.6 (−1.5)                       |
| 降水量 mm （inch）                                      | 155.8 (6.134)                      | 94.2 (3.709)                       | 80.8 (3.181)                       | 69.8 (2.748)                       | 86.6 (3.409)                       | 104.9 (4.13)                       | 172.8 (6.803)                      | 166.1 (6.539)                      | 137.6 (5.417)                      | 141.2 (5.559)                      | 164.2 (6.465)                      | 189.0 (7.441)                      | 1,567.4 (61.709)                   |
| 降雪量 cm （inch）                                      | 266 (104.7)                        | 195 (76.8)                         | 99 (39)                            | 7 (2.8)                            | 0 (0)                              | 0 (0)                              | 0 (0)                              | 0 (0)                              | 0 (0)                              | 0 (0)                              | 16 (6.3)                           | 177 (69.7)                         | 754 (296.9)                        |
| 平均降水日数 （≥1.0 mm）                                | 23.4                               | 19.2                               | 16.7                               | 12.1                               | 10.9                               | 10.8                               | 13.0                               | 12.2                               | 12.6                               | 14.5                               | 18.6                               | 23.0                               | 187.5                              |
| 平均降雪日数 （≥5 cm）                                  | 18.9                               | 14.5                               | 7.7                                | 0.6                                | 0.0                                | 0.0                                | 0.0                                | 0.0                                | 0.0                                | 0.0                                | 1.4                                | 11.5                               | 54.4                               |
| 平均月間日照時間                                        | 30.7                               | 49.3                               | 98.7                               | 166.6                              | 194.9                              | 178.0                              | 151.2                              | 180.7                              | 145.3                              | 127.3                              | 87.7                               | 39.8                               | 1,453.4                            |
| 出典：気象庁 (平均値：1991年-2020年、極値：1976年-現在) |                                    |                                    |                                    |                                    |                                    |                                    |                                    |                                    |                                    |                                    |                                    |                                    |                                    || 湯の岱（1991年 - 2020年）の気候    | 湯の岱（1991年 - 2020年）の気候 | 湯の岱（1991年 - 2020年）の気候 | 湯の岱（1991年 - 2020年）の気候 | 湯の岱（1991年 - 2020年）の気候 | 湯の岱（1991年 - 2020年）の気候 | 湯の岱（1991年 - 2020年）の気候 | 湯の岱（1991年 - 2020年）の気候 | 湯の岱（1991年 - 2020年）の気候 | 湯の岱（1991年 - 2020年）の気候 | 湯の岱（1991年 - 2020年）の気候 | 湯の岱（1991年 - 2020年）の気候 | 湯の岱（1991年 - 2020年）の気候 | 湯の岱（1991年 - 2020年）の気候 |
| 月                                 | 1月                             | 2月                             | 3月                             | 4月                             | 5月                             | 6月                             | 7月                             | 8月                             | 9月                             | 10月                            | 11月                            | 12月                            | 年                              |
| ---------------------------------- | ------------------------------- | ------------------------------- | ------------------------------- | ------------------------------- | ------------------------------- | ------------------------------- | ------------------------------- | ------------------------------- | ------------------------------- | ------------------------------- | ------------------------------- | ------------------------------- | ------------------------------- |
| 最高気温記録 °C （°F）             | 11.6 (52.9)                     | 16.1 (61)                       | 17.4 (63.3)                     | 27.6 (81.7)                     | 31.2 (88.2)                     | 31.4 (88.5)                     | 35.3 (95.5)                     | 35.1 (95.2)                     | 32.4 (90.3)                     | 27.9 (82.2)                     | 22.9 (73.2)                     | 17.3 (63.1)                     | 35.3 (95.5)                     |
| 平均最高気温 °C （°F）             | 0.4 (32.7)                      | 1.3 (34.3)                      | 5.2 (41.4)                      | 12.3 (54.1)                     | 19.0 (66.2)                     | 22.7 (72.9)                     | 25.9 (78.6)                     | 27.3 (81.1)                     | 22.9 (73.2)                     | 16.7 (62.1)                     | 10.0 (50)                       | 3.2 (37.8)                      | 13.9 (57)                       |
| 日平均気温 °C （°F）               | −2.2 (28)                       | −1.9 (28.6)                     | 1.0 (33.8)                      | 6.7 (44.1)                      | 13.3 (55.9)                     | 17.6 (63.7)                     | 21.3 (70.3)                     | 22.3 (72.1)                     | 18.2 (64.8)                     | 11.9 (53.4)                     | 5.7 (42.3)                      | 0.2 (32.4)                      | 9.5 (49.1)                      |
| 平均最低気温 °C （°F）             | −5.0 (23)                       | −5.0 (23)                       | −2.6 (27.3)                     | 1.8 (35.2)                      | 7.9 (46.2)                      | 13.0 (55.4)                     | 17.6 (63.7)                     | 18.6 (65.5)                     | 14.4 (57.9)                     | 7.8 (46)                        | 1.9 (35.4)                      | −2.4 (27.7)                     | 5.7 (42.3)                      |
| 最低気温記録 °C （°F）             | −15.5 (4.1)                     | −15.3 (4.5)                     | −11.5 (11.3)                    | −7.4 (18.7)                     | −0.8 (30.6)                     | 3.9 (39)                        | 8.4 (47.1)                      | 9.8 (49.6)                      | 2.3 (36.1)                      | −1.0 (30.2)                     | −6.2 (20.8)                     | −12.1 (10.2)                    | −15.5 (4.1)                     |
| 降水量 mm （inch）                 | 197.8 (7.787)                   | 135.8 (5.346)                   | 142.5 (5.61)                    | 124.2 (4.89)                    | 128.6 (5.063)                   | 139.9 (5.508)                   | 237.5 (9.35)                    | 210.2 (8.276)                   | 179.4 (7.063)                   | 177.7 (6.996)                   | 201.4 (7.929)                   | 229.2 (9.024)                   | 2,104.2 (82.843)                |
| 降雪量 cm （inch）                 | 295 (116.1)                     | 213 (83.9)                      | 152 (59.8)                      | 28 (11)                         | 0 (0)                           | 0 (0)                           | 0 (0)                           | 0 (0)                           | 0 (0)                           | 0 (0)                           | 26 (10.2)                       | 198 (78)                        | 913 (359.4)                     |
| 平均降水日数 （≥1.0 mm）           | 24.8                            | 20.7                            | 19.0                            | 14.6                            | 12.9                            | 12.0                            | 14.7                            | 13.4                            | 13.9                            | 14.7                            | 18.8                            | 23.9                            | 203.2                           |
| 平均月間日照時間                   | 22.5                            | 41.3                            | 93.7                            | 148.1                           | 183.7                           | 160.2                           | 133.9                           | 164.7                           | 127.1                           | 116.9                           | 75.5                            | 33.9                            | 1,301.7                         |
| 出典1：Japan Meteorological Agency |                                 |                                 |                                 |                                 |                                 |                                 |                                 |                                 |                                 |                                 |                                 |                                 |                                 |
| 出典2：気象庁                      |                                 |                                 |                                 |                                 |                                 |                                 |                                 |                                 |                                 |                                 |                                 |                                 |                                 |

## 歴史
- 1083年 - 雄勝郡が建郡される。
- 1871年（明治4年） - 岩崎県が秋田県に編入される。
- 1947年（昭和22年）8月13日 - 昭和天皇の戦後巡幸。天皇が秋田木工などに行幸[6]。
- 1954年（昭和29年） - 湯沢町が岩崎町・山田村・三関村・弁天村・幡野村と合併し、湯沢市が発足。
- 1955年（昭和30年） - 須川村を編入。
- 1972年（昭和47年）8月2日 - 集中豪雨により市内の側溝が溢れる。床上浸水11戸、床下浸水162戸[7]。
- 2005年（平成17年）
  - 3月22日 - （旧）湯沢市・雄勝郡雄勝町・稲川町・皆瀬村が合併し、新しい湯沢市が発足。
  - 7月18日 - 2代目の市章を制定する[8][9]。
- 2012年（平成24年）9月 - 日本ジオパークネットワークにより、ゆざわジオパークが認定される。
- 2014年（平成26年）3月24日 - 市役所旧本庁舎の東隣に建設された新庁舎の開庁式が行われ、新庁舎での業務を開始する。これに先立つ20日には旧本庁舎の閉庁式が行われ、旧本庁舎、分庁舎および水道庁舎が新庁舎に集約された。

## 行政

### 市長

#### 旧・湯沢市
- 伊藤仁右衛門：1954年 - 1958年
- 菅圭一郎：1958年 - 1970年
- 伊藤準助：1970年 - 1982年
- 高畑進：1982年 - 1994年
- 二坂信邦：1994年 - 2002年
- 鈴木俊夫：2002年 - 2005年（元・秋田県議会議員、旧・湯沢市選挙区選出）

#### 現・湯沢市
| 代         | 期         | 氏名       | 就任                      | 退任                      | 備考                                                                                        |
| ---------- | ---------- | ---------- | ------------------------- | ------------------------- | ------------------------------------------------------------------------------------------- |
| 職務代行者 | 職務代行者 | 後藤市之丞 | 2005年（平成17年）3月22日 | 2005年（平成17年）4月16日 | 旧皆瀬村長                                                                                  |
| 1          | 1          | 鈴木俊夫   | 2005年（平成17年）4月17日 | 2009年（平成21年）4月16日 | 元秋田県議会議員 6代目旧湯沢市長 在任期間中は全国で4人いる日本共産党員の市長の1人であった。 |
| 2          | 2          | 齊藤光喜   | 2009年（平成21年）4月17日 | 2017年（平成29年）4月16日 | 旧稲川町議→暫定市議→元市議                                                                  |
| 2          | 3          | 齊藤光喜   | 2009年（平成21年）4月17日 | 2017年（平成29年）4月16日 | 旧稲川町議→暫定市議→元市議                                                                  |
| 3          | 4          | 鈴木俊夫   | 2017年（平成29年）4月17日 | 2021年（令和3年）4月16日  |                                                                                             |
| 4          | 5          | 佐藤一夫   | 2021年（令和3年）4月17日  | 現職                      | 元副市長                                                                                    |

### 市庁舎
- 本庁舎（湯沢市佐竹町1番1号）
  - 稲川総合支所（湯沢市川連町字上平城120）
  - 雄勝総合支所（湯沢市横堀字下柴田39番地）
  - 皆瀬総合支所（湯沢市皆瀬字沢梨台51番地）

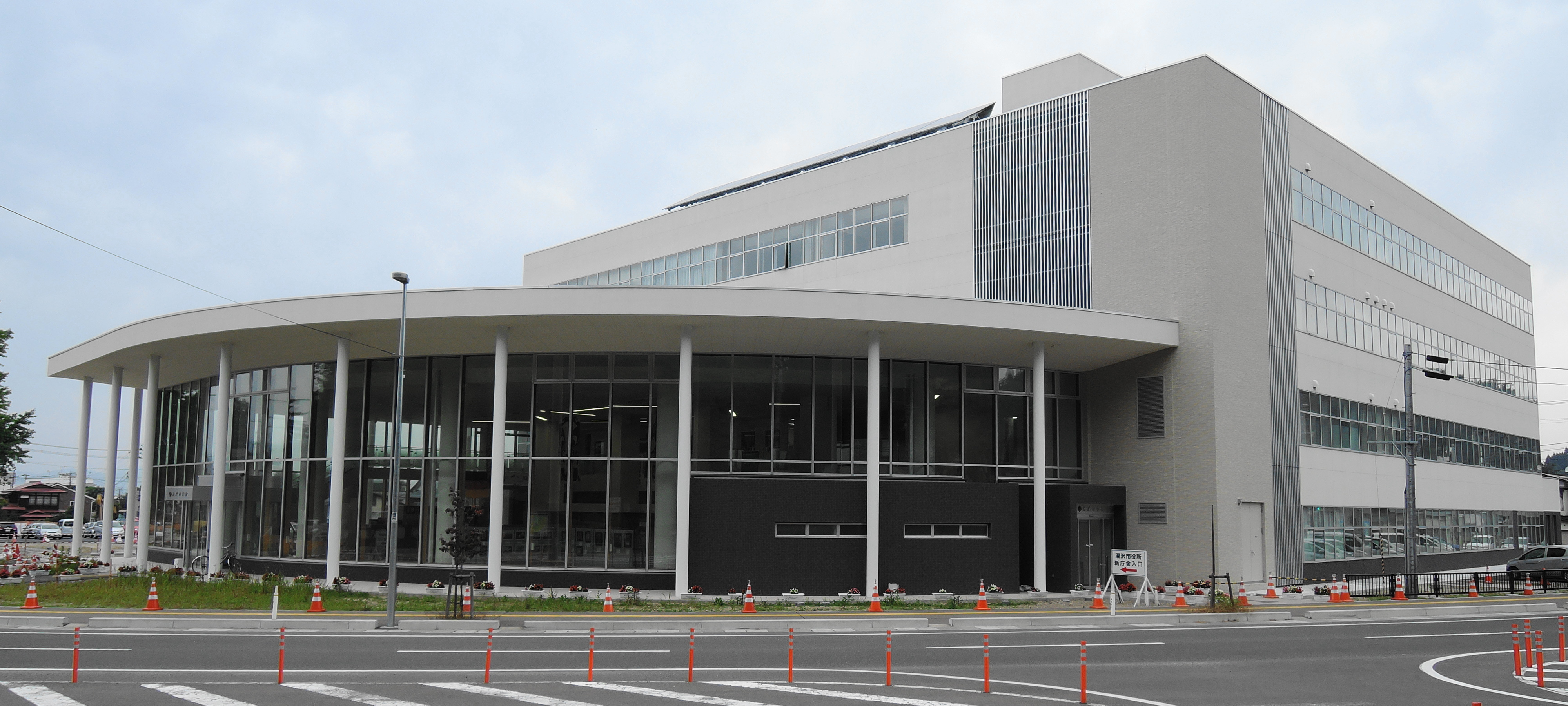
湯沢市役所
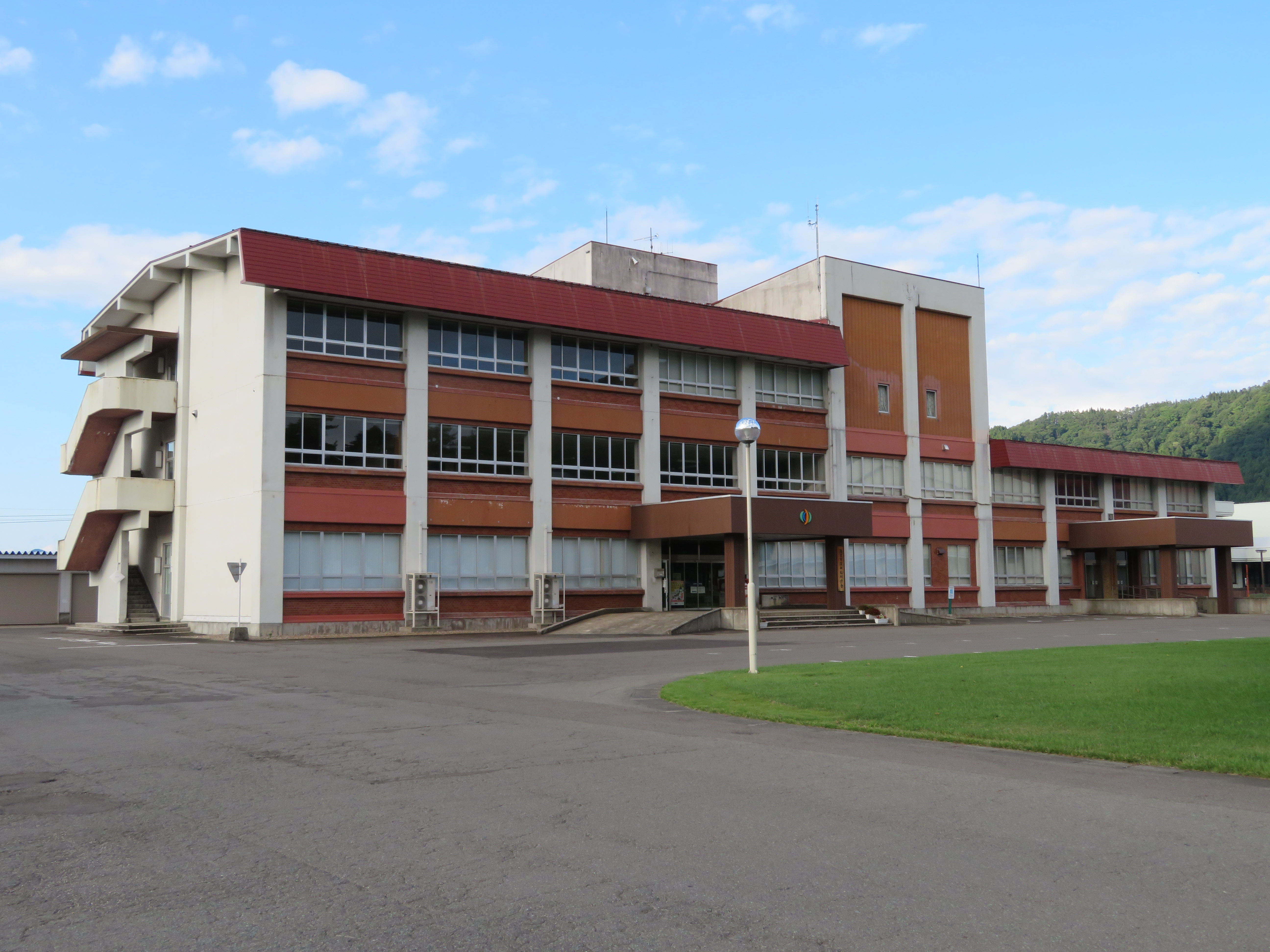
稲川総合支所（旧稲川町役場）
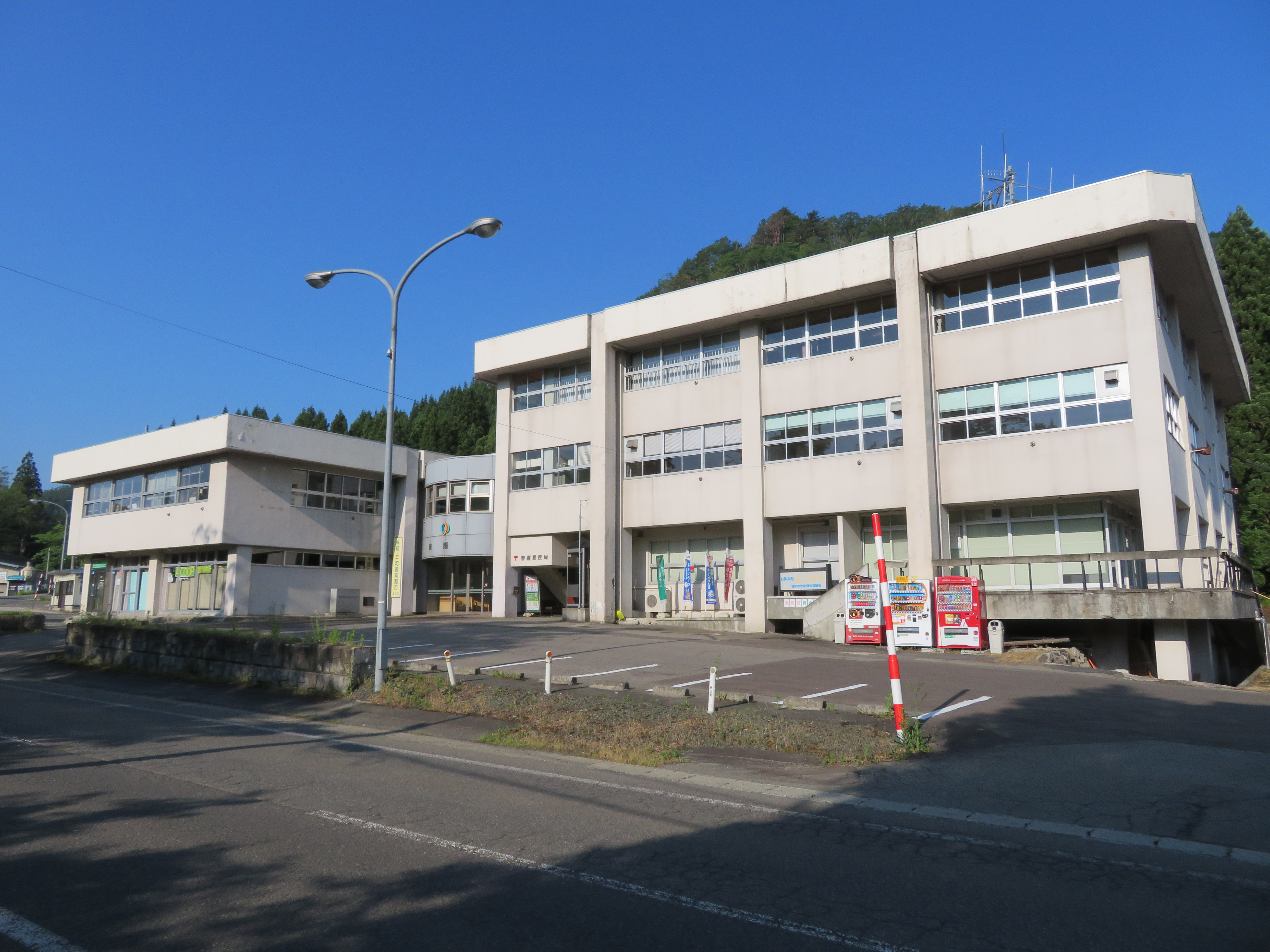
皆瀬総合支所
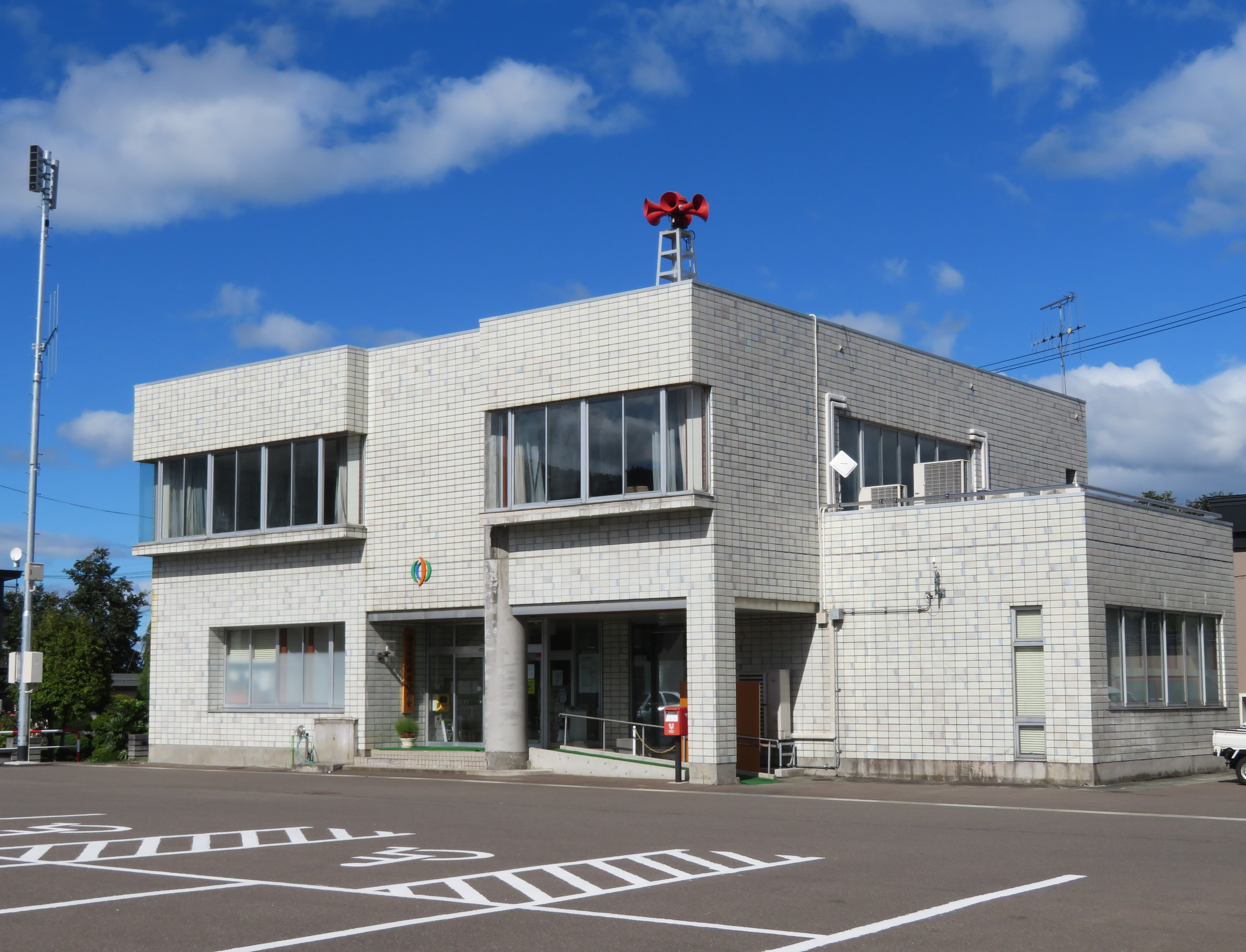
雄勝総合支所
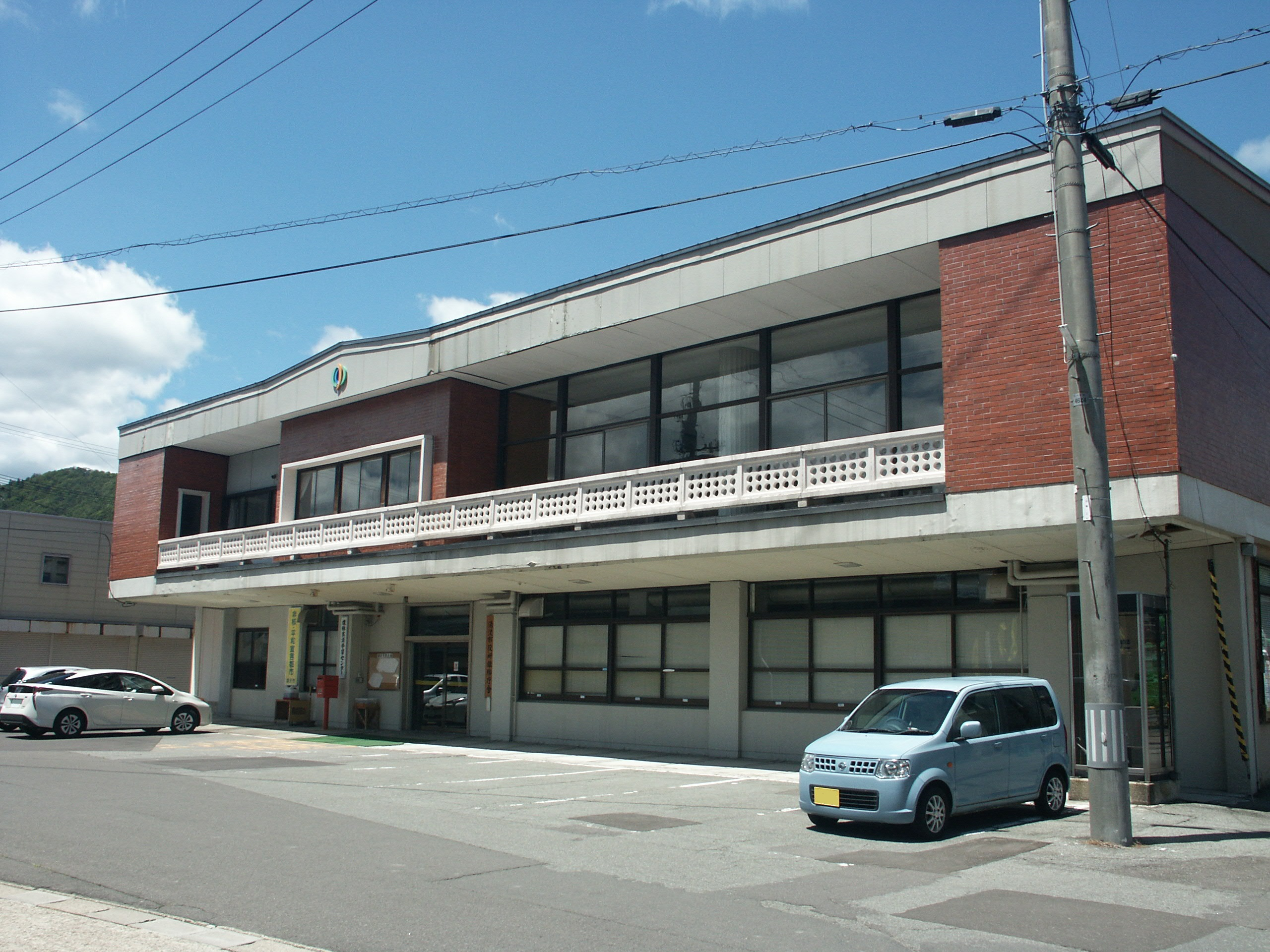
雄勝総合支所の旧庁舎（旧雄勝町役場）

## 国家機関

### 法務省
- 湯沢区検察庁

### 裁判所
- 湯沢簡易裁判所

## 施設

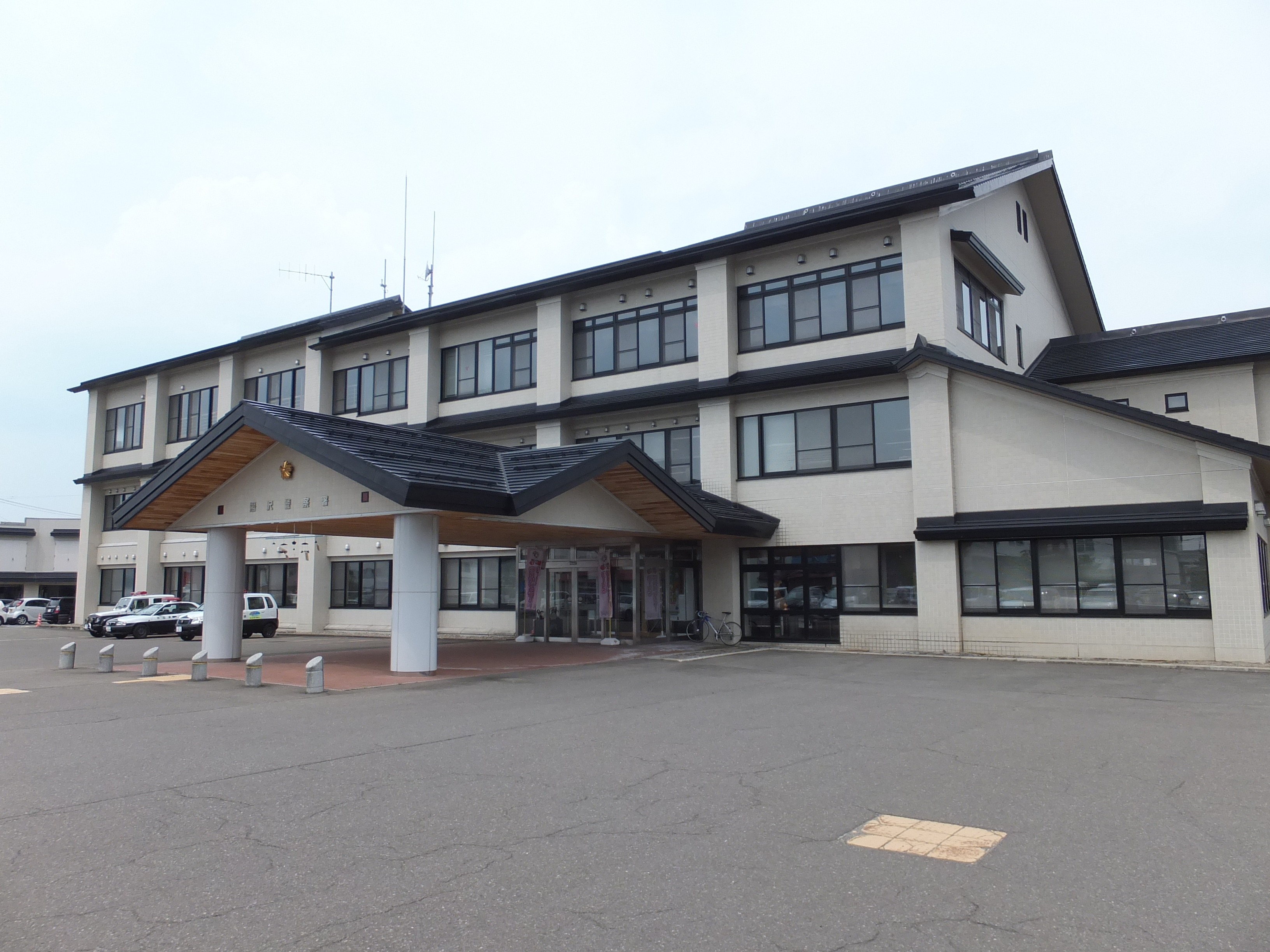
湯沢警察署

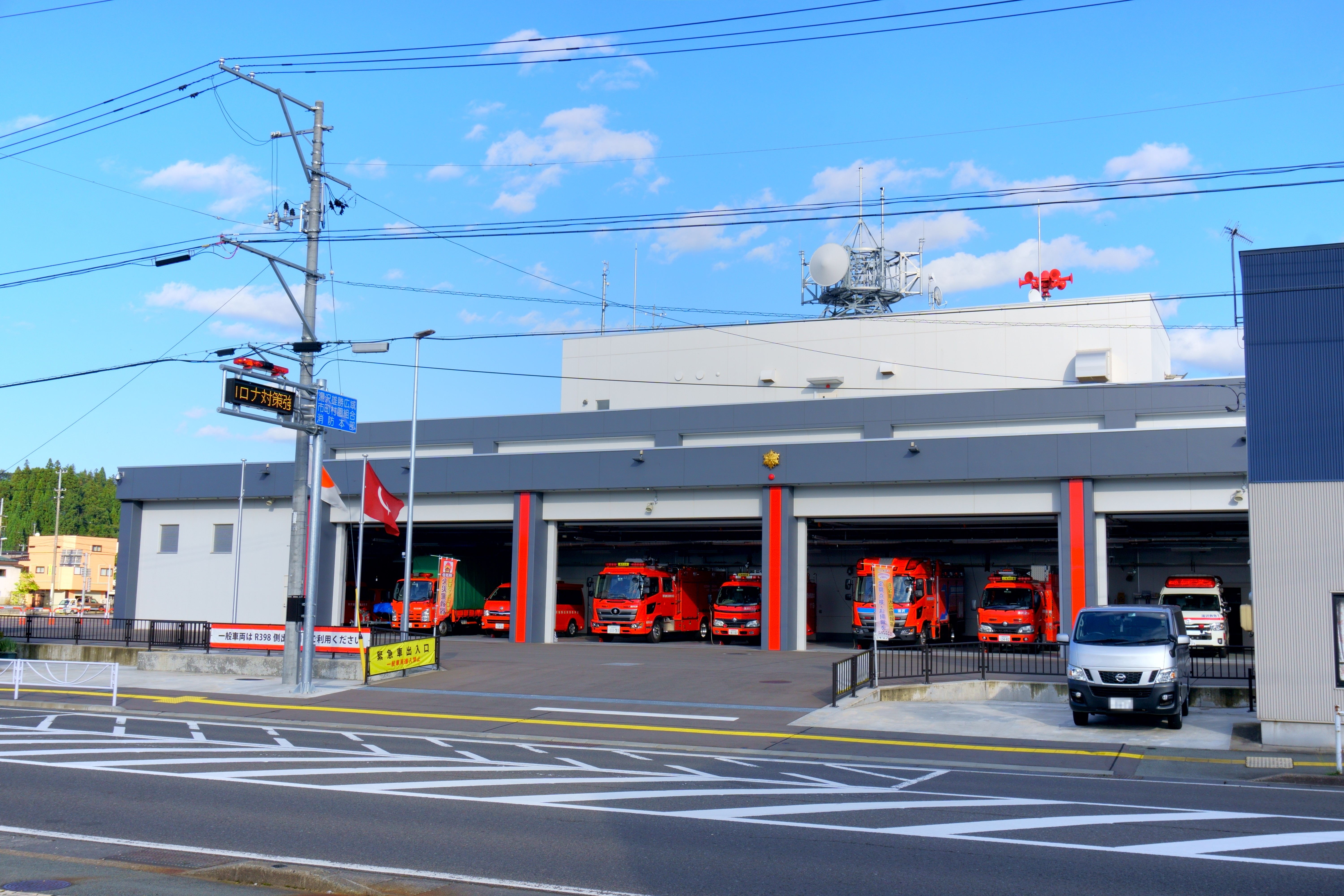
湯沢消防署

### 警察
- 秋田県警察湯沢警察署

### 消防

#### 本部
- 湯沢雄勝広域市町村圏組合消防本部

#### 消防署
- 湯沢雄勝広域市町村圏組合消防署
  - 稲川分署
  - 雄勝分署
  - 皆瀬分署

### 医療

#### 主な病院
- 雄勝中央病院
- 菅病院

### 郵便局

#### 集配局
- 湯沢郵便局（集配局）
- 稲川郵便局（集配局）
- 横堀郵便局（集配局）

#### 郵便局
- 湯沢弁天郵便局
- 湯沢清水町郵便局
- 羽後山田郵便局
- 駒形郵便局
- 稲庭郵便局
- 皆瀬郵便局
- 岩崎郵便局
- 湯沢前森町郵便局
- 湯沢田町郵便局
- 三関郵便局
- 院内郵便局
- 秋ノ宮郵便局
- 須川郵便局

#### 簡易郵便局
- 幡野簡易郵便局
- 湯沢松岡簡易郵便局
- 東福寺簡易郵便局
- 稲川大舘簡易郵便局
- 三梨簡易郵便局
- 宮田簡易郵便局
- 湯沢湯ノ原簡易郵便局
- 湯沢上関簡易郵便局
- 羽後小野簡易郵便局
- 西秋ノ宮簡易郵便局
- 湯ノ岱簡易郵便局
- 高松簡易郵便局

## 対外関係

### 姉妹都市・提携都市

#### 海外

##### 姉妹都市
- ハンガリー共和国チュルゴー（ショモジ県）

##### 提携都市
- ドイツ連邦共和国ジークブルク（ノルトライン・ウェストファリア州）
- 中華人民共和国 江蘇省 泰州市

#### 国内

##### 姉妹都市
- 釧路市（北海道道東地方）
  - 1963年（昭和38年）10月4日 - 姉妹都市提携

##### その他
- 「羽後の小京都湯沢」として全国京都会議に加盟している。
- 同じ「湯沢」の名を有する新潟県南魚沼郡湯沢町とは2011年に災害援助協定を締結したり、2016年に東京で広域相互プロモーションイベント「湯沢観光フェア～秋田湯沢VS越後湯沢～うまいもの合戦」を共同開催したりなどの提携事業を行っている[10]。

## 経済

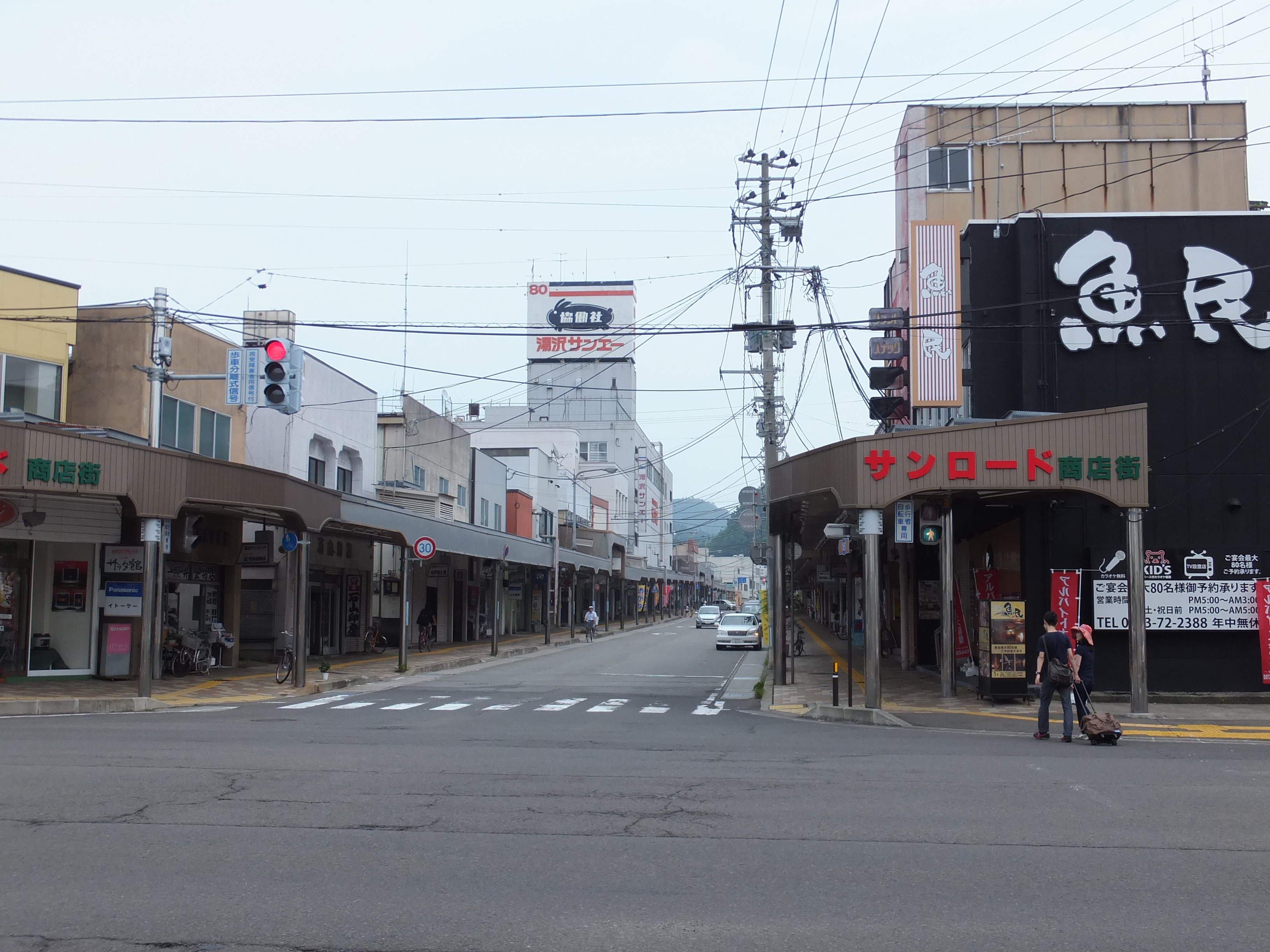
湯沢市中心街

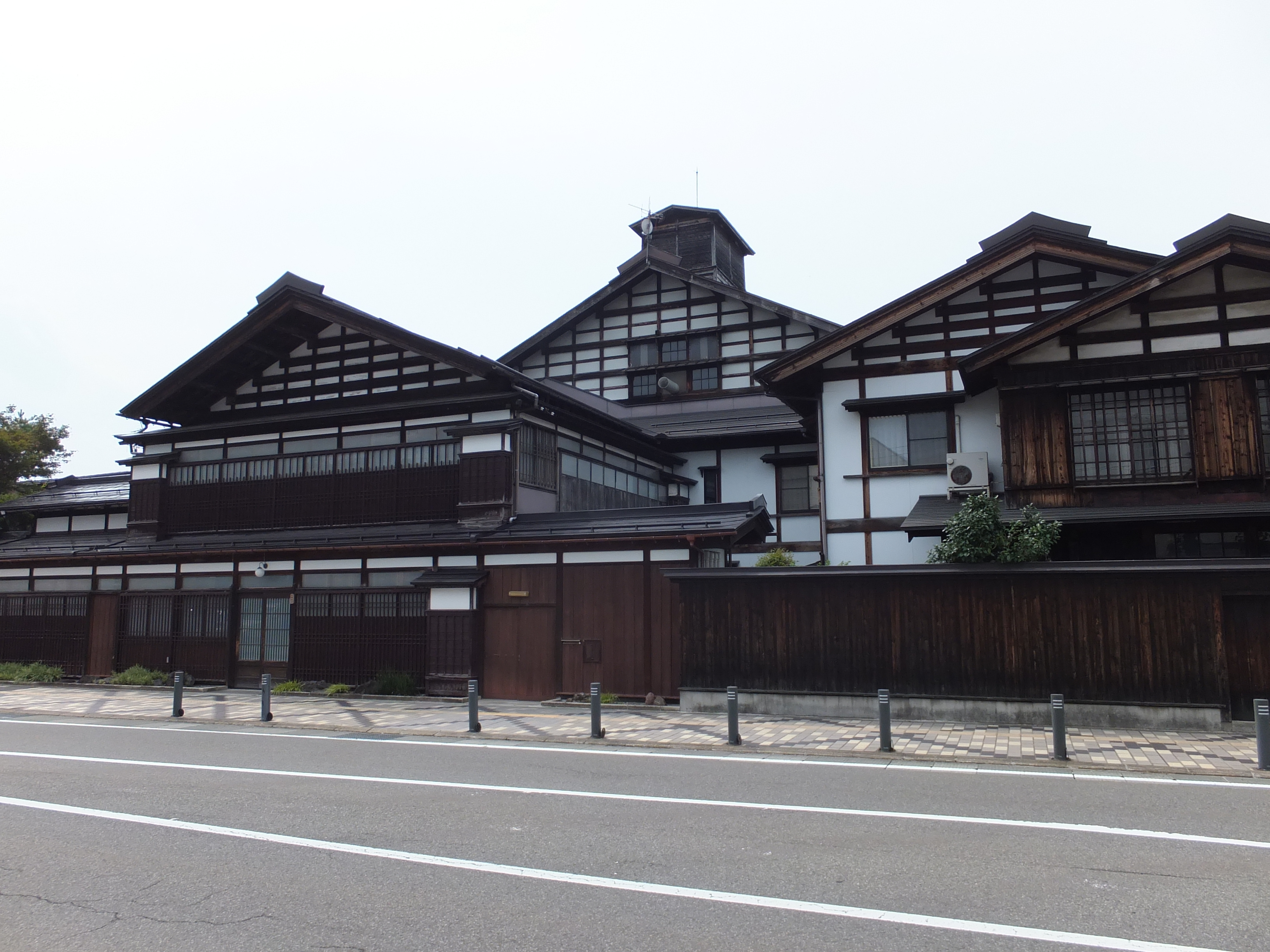
両関酒造の酒蔵

### 農業

#### 三関せり
ブランド農作物として三関（みつせき）地区で、江戸時代から優良株を選んで栽培されてきたセリ「三関せり」がある。豪雪に耐えて根が太く長くなり甘みや食感が増し、秋田県の郷土料理きりたんぽ鍋の具などに使われる。

### 拠点を置く企業
- 秋田銘醸（美酒爛漫）
- 両関酒造
- 秋田県醗酵工業（オエノングループ）
- 佐藤養助商店
- 雄勝野きむらや
- くらた
- 協和精工
- 秋田エプソン

### 金融機関
- 北都銀行（市の指定金融機関）
- 秋田銀行
- 羽後信用金庫
- 東北労働金庫
- こまち農業協同組合

## 情報通信・生活基盤

### マスメディア

#### 放送局

##### ラジオ放送
- FM（コミュニティ放送局）
  - エフエムゆーとぴあ

### ライフライン

#### 電力
- 東北電力

#### 電信・市外局番
- NTT東日本
- 市外局番は0183で、羽後町と共通。

## 教育

### 高等学校
- 秋田県立湯沢高等学校
- 秋田県立湯沢翔北高等学校
  - 秋田県立湯沢翔北高等学校雄勝校

### 特別支援学校
- 秋田県立稲川支援学校

### 中学校
- 湯沢市立湯沢北中学校
- 湯沢市立山田中学校
- 湯沢市立湯沢南中学校
- 湯沢市立稲川中学校
- 湯沢市立雄勝中学校
- 湯沢市立皆瀬中学校

### 小学校
- 湯沢市立湯沢東小学校
- 湯沢市立湯沢西小学校
- 湯沢市立山田小学校
- 湯沢市立稲川小学校
- 湯沢市立雄勝小学校
- 湯沢市立皆瀬小学校

## 交通

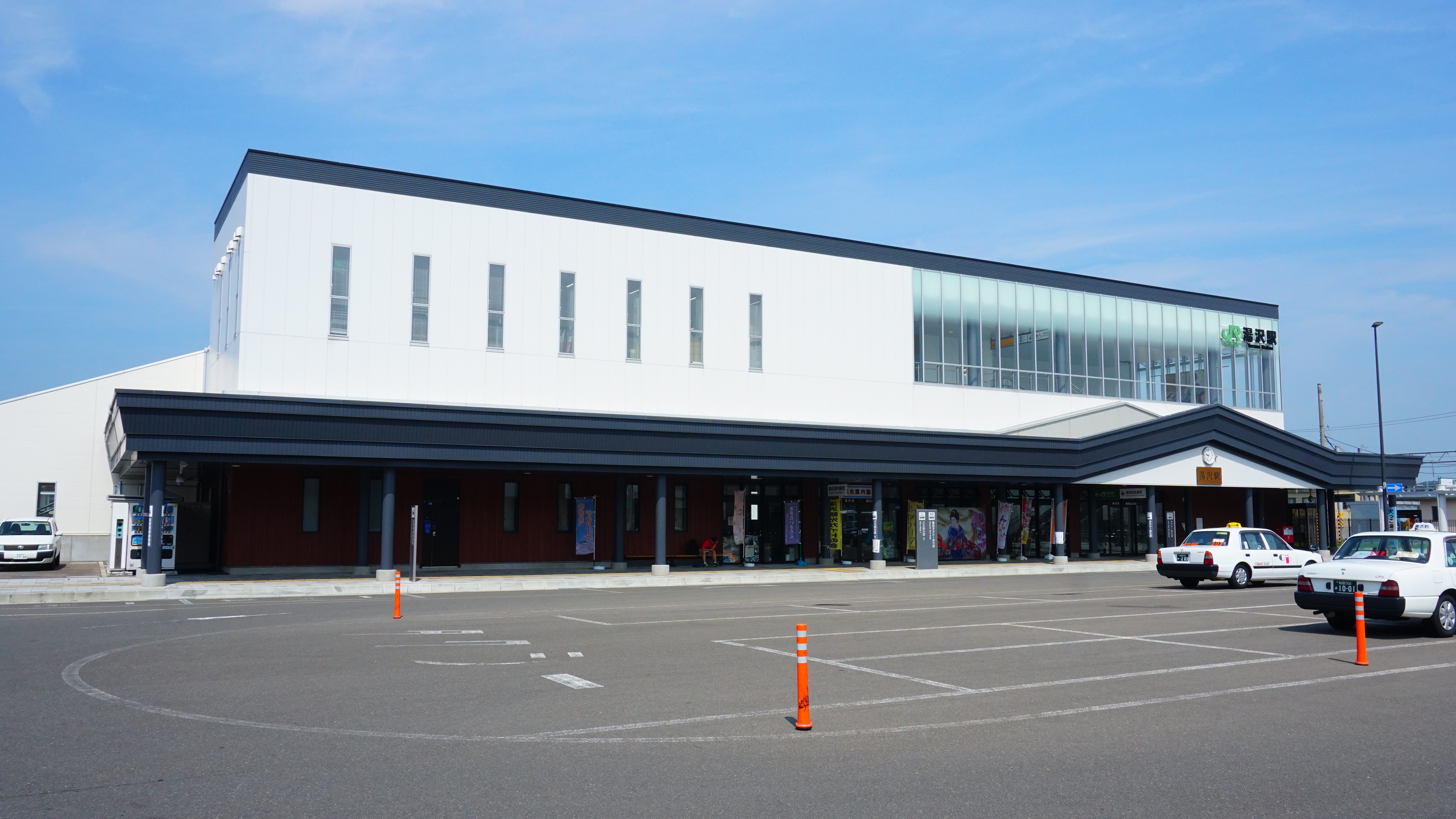
湯沢駅

### 鉄道
中心となる駅：湯沢駅

#### 鉄道路線

##### 東日本旅客鉄道（JR東日本）
- 奥羽本線：院内駅 - 横堀駅 - 三関駅 - 上湯沢駅 - 湯沢駅 - 下湯沢駅

### バス

#### 一般路線バス
- 羽後交通
- 雄湯郷ランド循環線

#### 高速バス
- グリーンライナー号（仙台市 - 湯沢市、羽後交通・JRバス東北）
- 湯沢 - 秋田線（秋田市 - 湯沢市、羽後交通・秋田中央交通）

### 道路

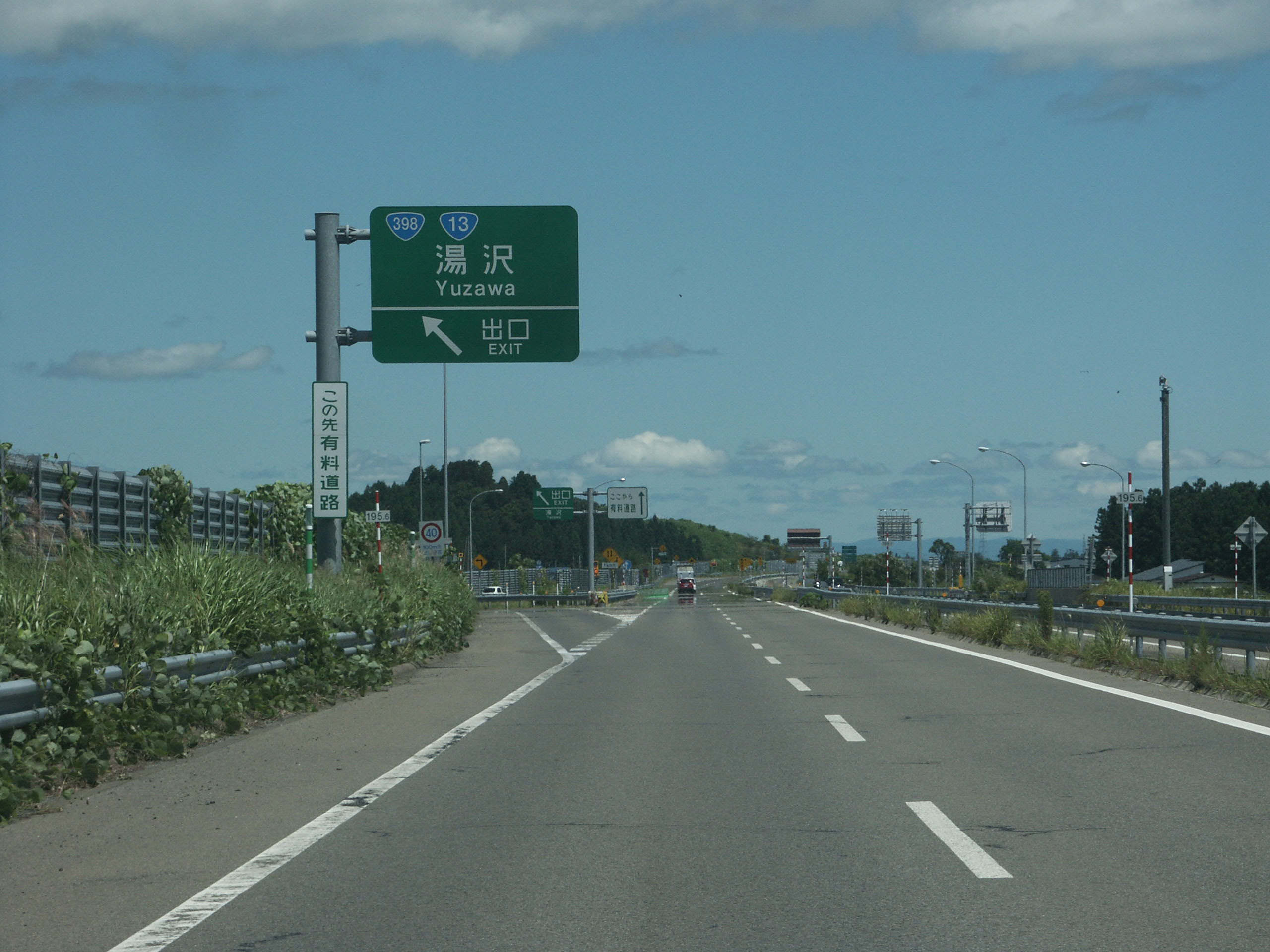
湯沢IC

#### 高速道路

##### 東日本高速道路（NEXCO東日本）
- E13 東北中央自動車道（湯沢横手道路）
  - 湯沢IC - 三関IC - 須川IC - 雄勝こまちIC

#### 国道
- 国道13号
- 国道108号
- 国道344号（市内は全区間が国道13号と重複）
- 国道398号

#### 県道

##### 主要地方道
- 秋田県道13号湯沢雄物川大曲線
- 秋田県道51号湯沢栗駒公園線
- 秋田県道・山形県道73号雄勝金山線

##### 一般県道
- 秋田県道108号川連増田平鹿線
- 秋田県道185号湯沢停車場線
- 秋田県道186号三関停車場線
- 秋田県道282号仁郷大湯線（通称：栗駒道路）
- 秋田県道277号西松沢杉沢線
- 秋田県道278号雄勝湯沢線
- 秋田県道279号稲庭関口線
- 秋田県道307号稲庭高松線
- 秋田県道310号秋ノ宮小安温泉線
- 秋田県道311号羽後雄勝線
- 秋田県道323号小安温泉椿川線

### 道の駅
- 道の駅おがち

## 観光

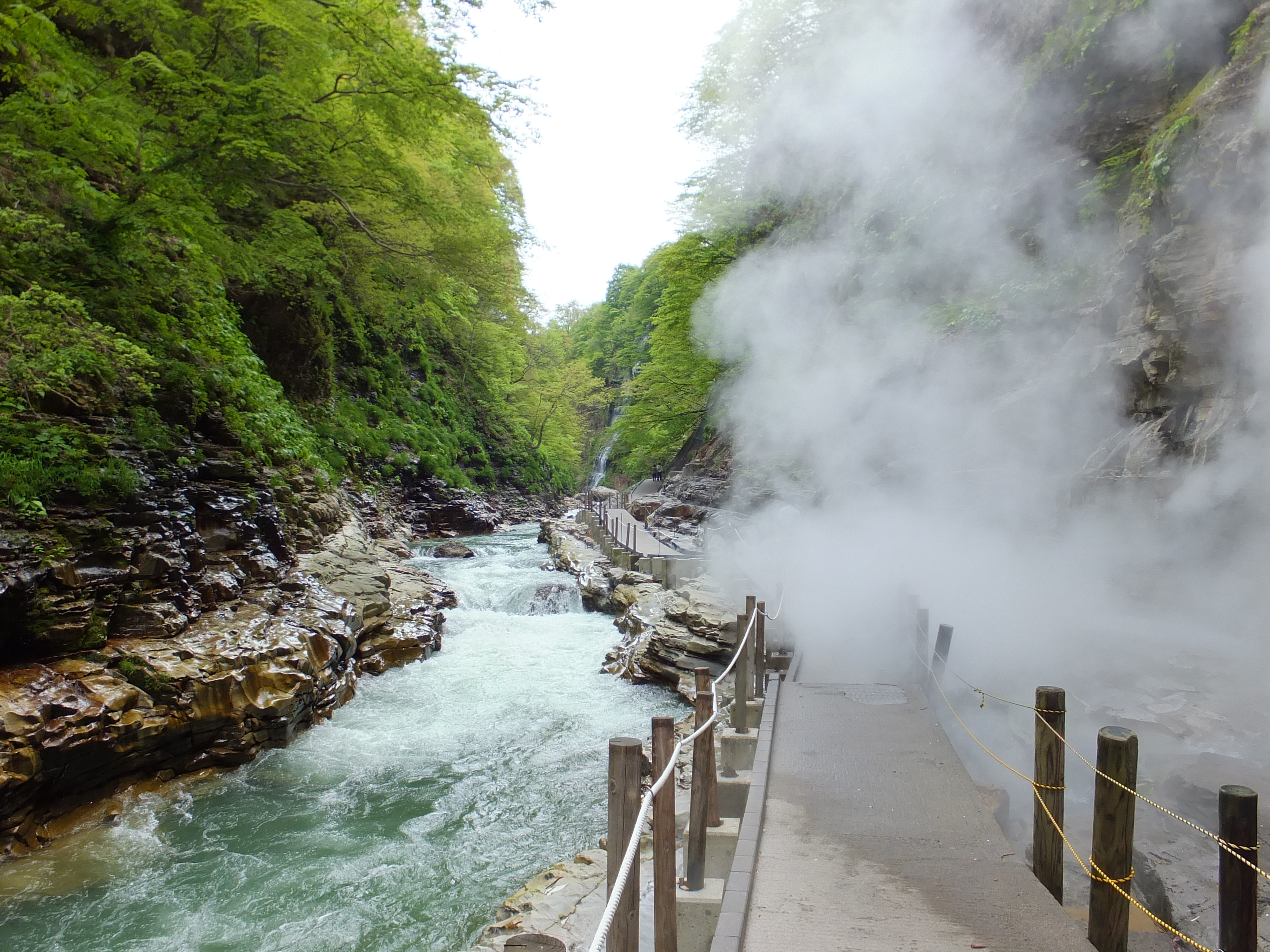
小安峡

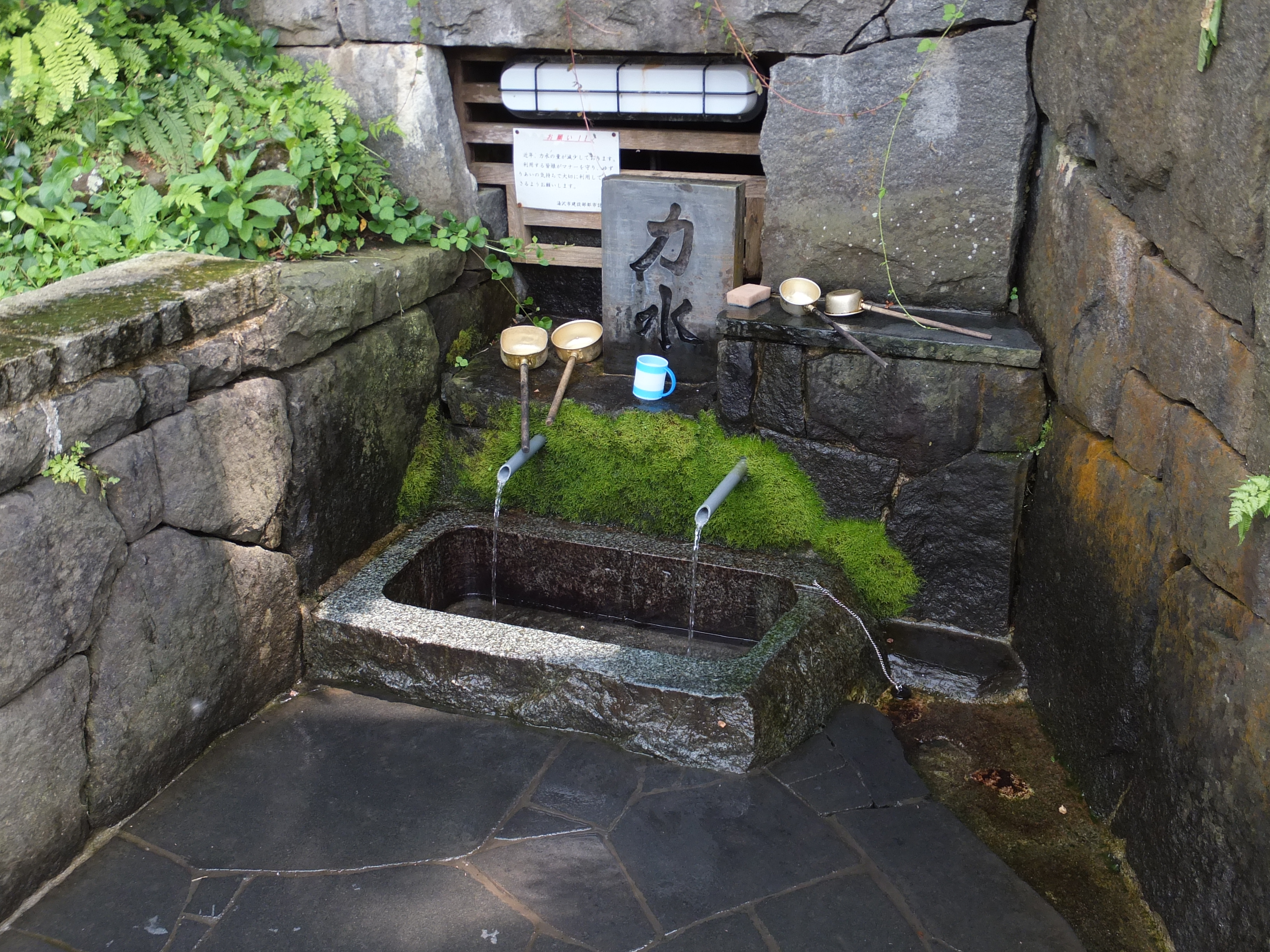
湯沢の湧水「力水」

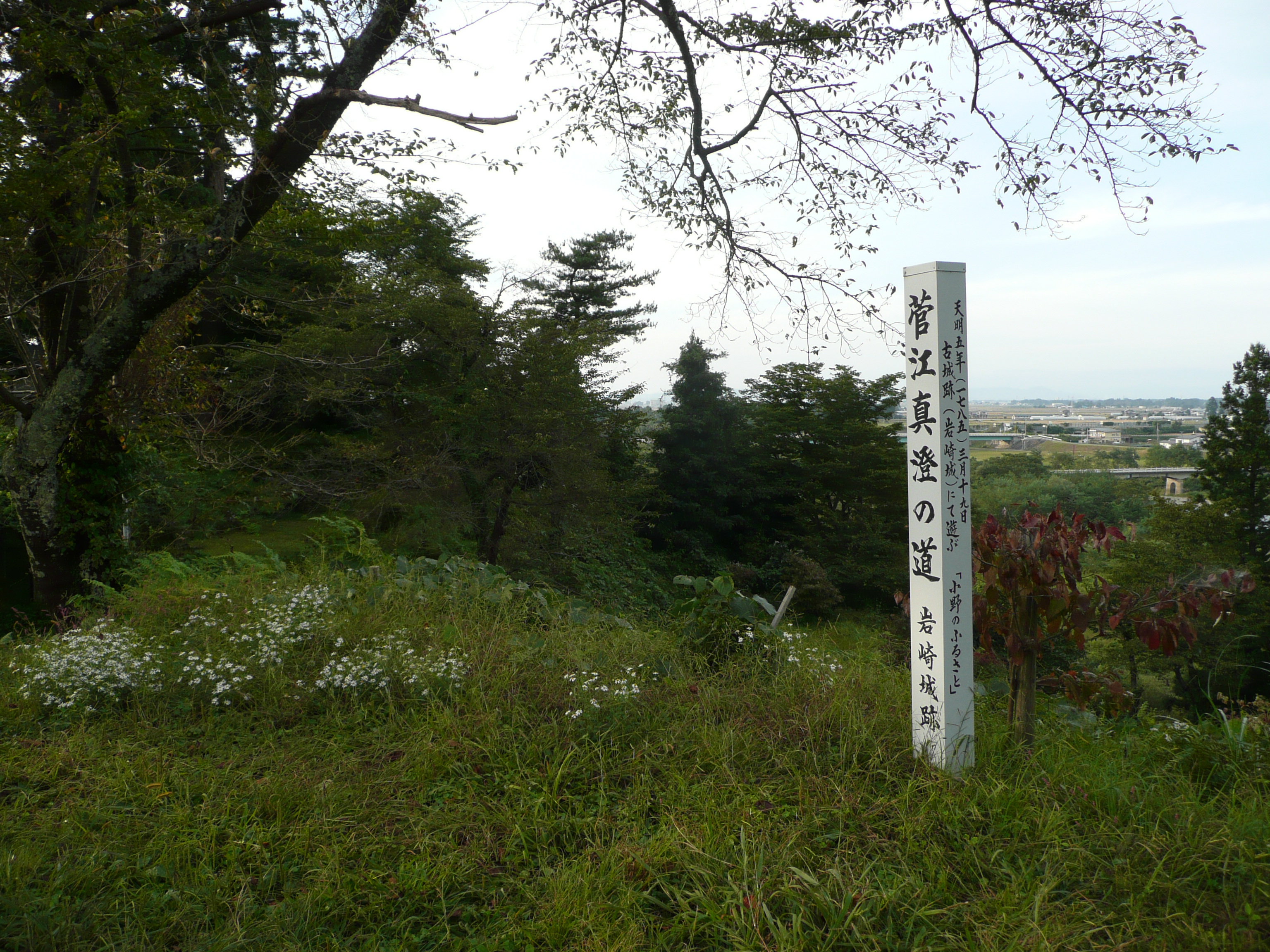
岩崎城址（千年公園）

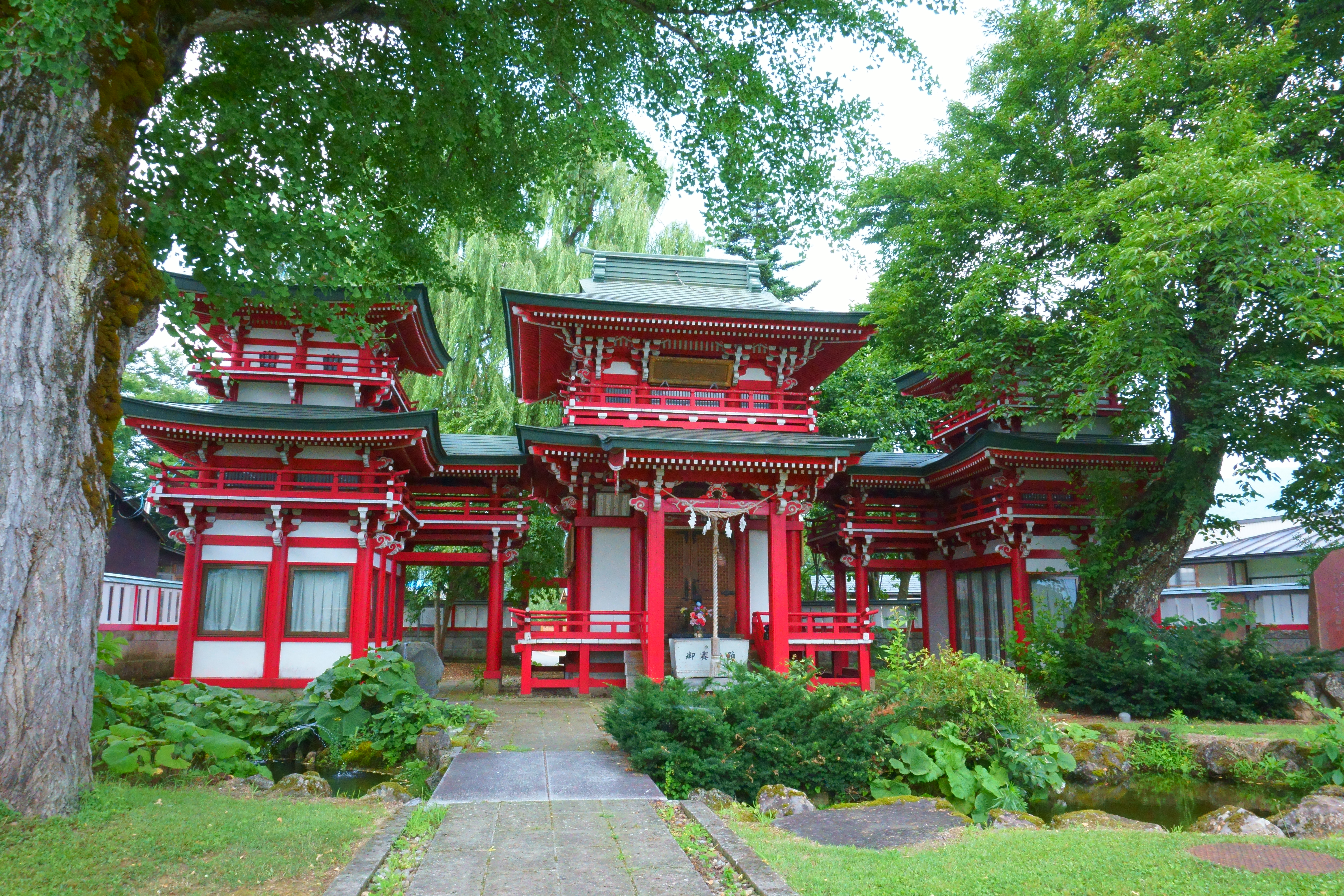
小町堂

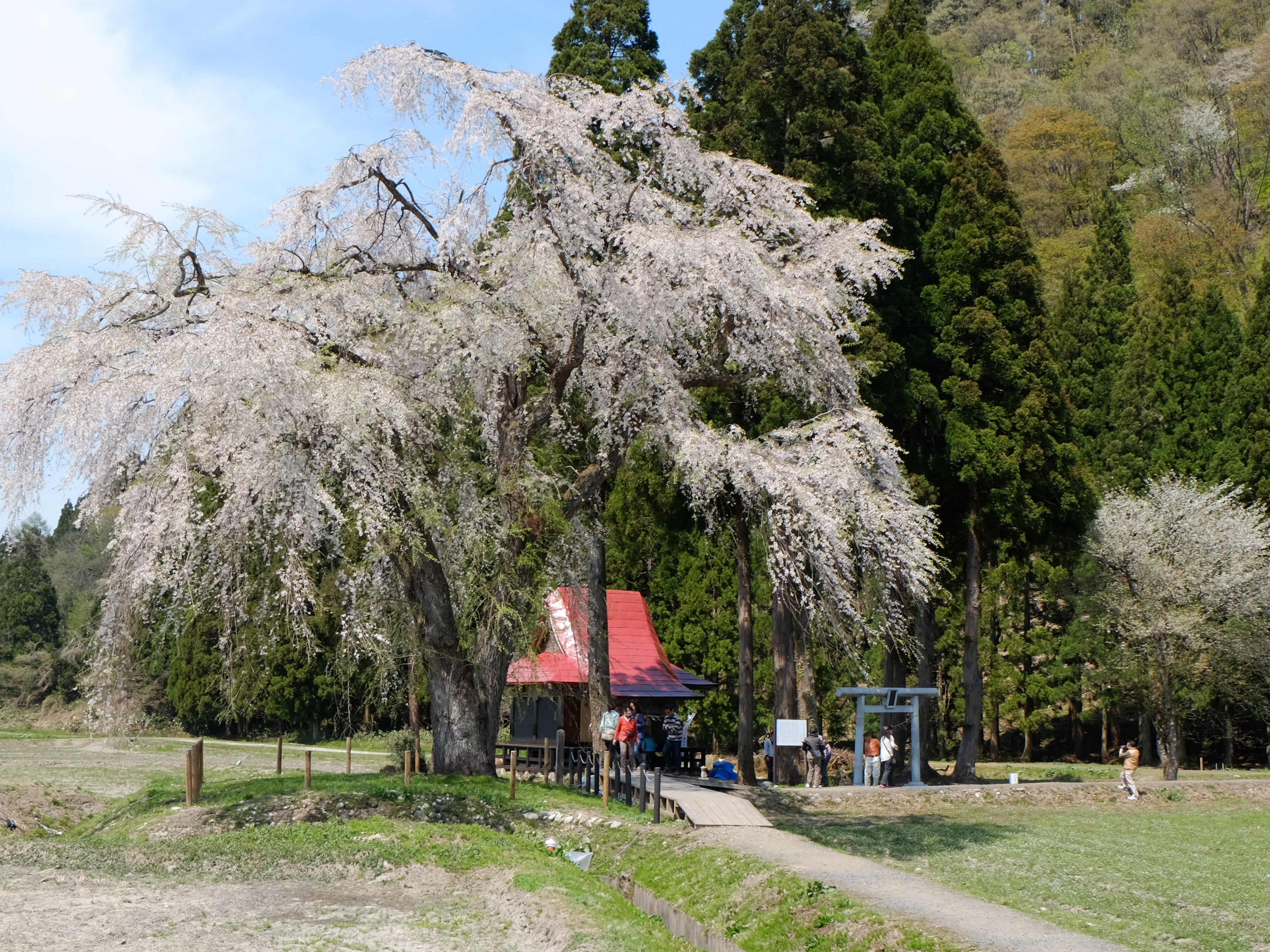
秋田県湯沢市 おしら様の枝垂桜

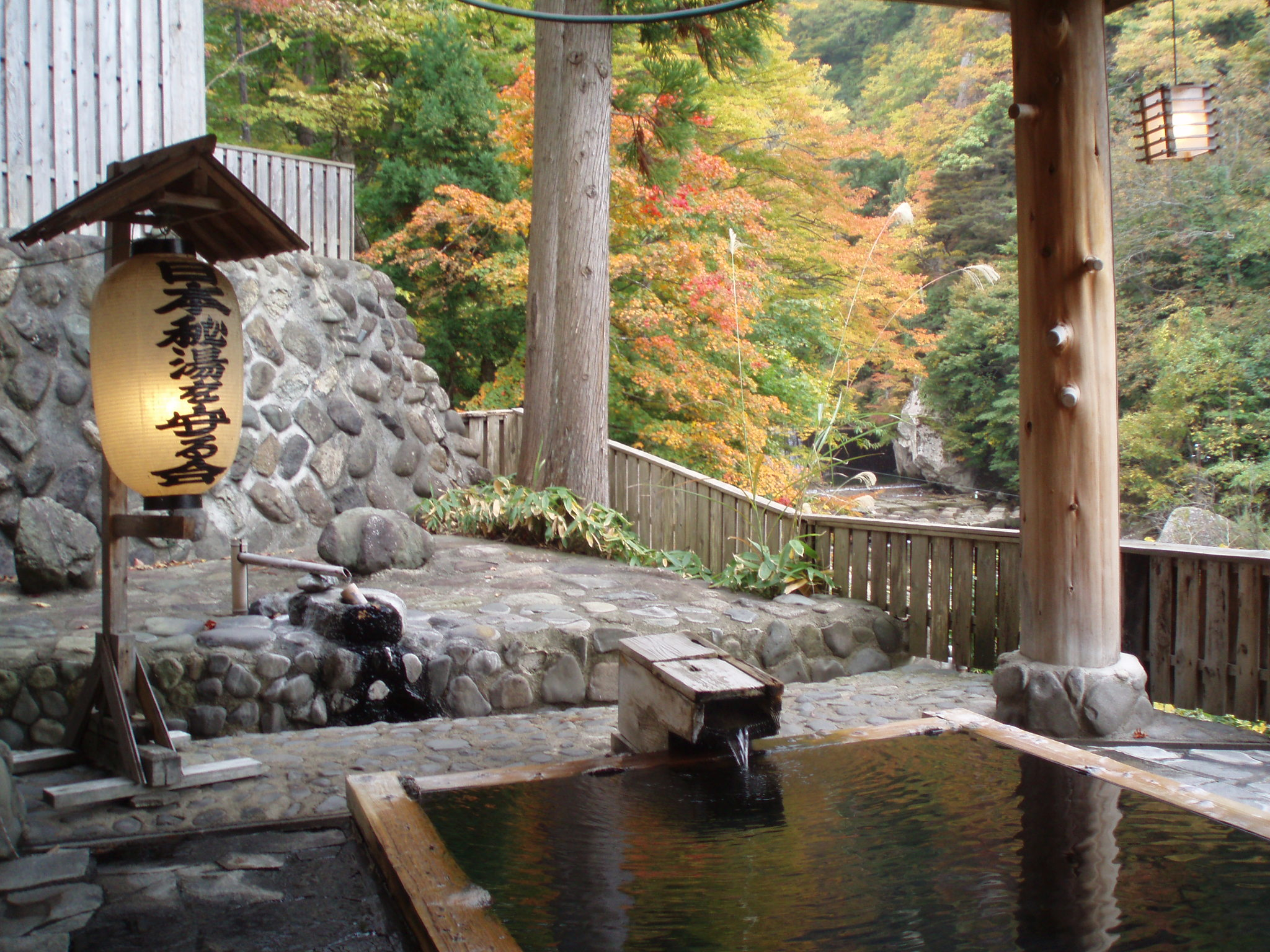
鷹の湯温泉

秋ノ宮温泉郷泥湯温泉など各地に点在する温泉地や、犬っこまつり、小町まつり、七夕絵どうろうまつりなど季節ごとの様々なまつりなど、豊富な観光資源を抱え、年間約120万人の観光客が訪れている。現在はインバウンド対策としてGPS機能を利用した観光ナビゲーション『湯沢まちあるき』などを活用し、多言語に対応した情報発信も行なっている。

### 名所・旧跡
- 湯沢城址
- 岩崎城址（千年公園）
- 稲庭城址
- 小町堂
- 院内銀山

### 観光スポット
- ゆざわジオパーク
- 川原毛大湯滝
- 川原毛地獄
- 小安峡大噴湯
- おしら様の枝垂桜
- 鮞状珪石および噴泉塔（国指定天然記念物）

### 温泉地
- 秋ノ宮温泉郷
- 泥湯温泉
- 小安峡温泉
- 奥小安峡大湯温泉
- 鷹の湯温泉 - 秋田県最古の温泉

## 文化・名物

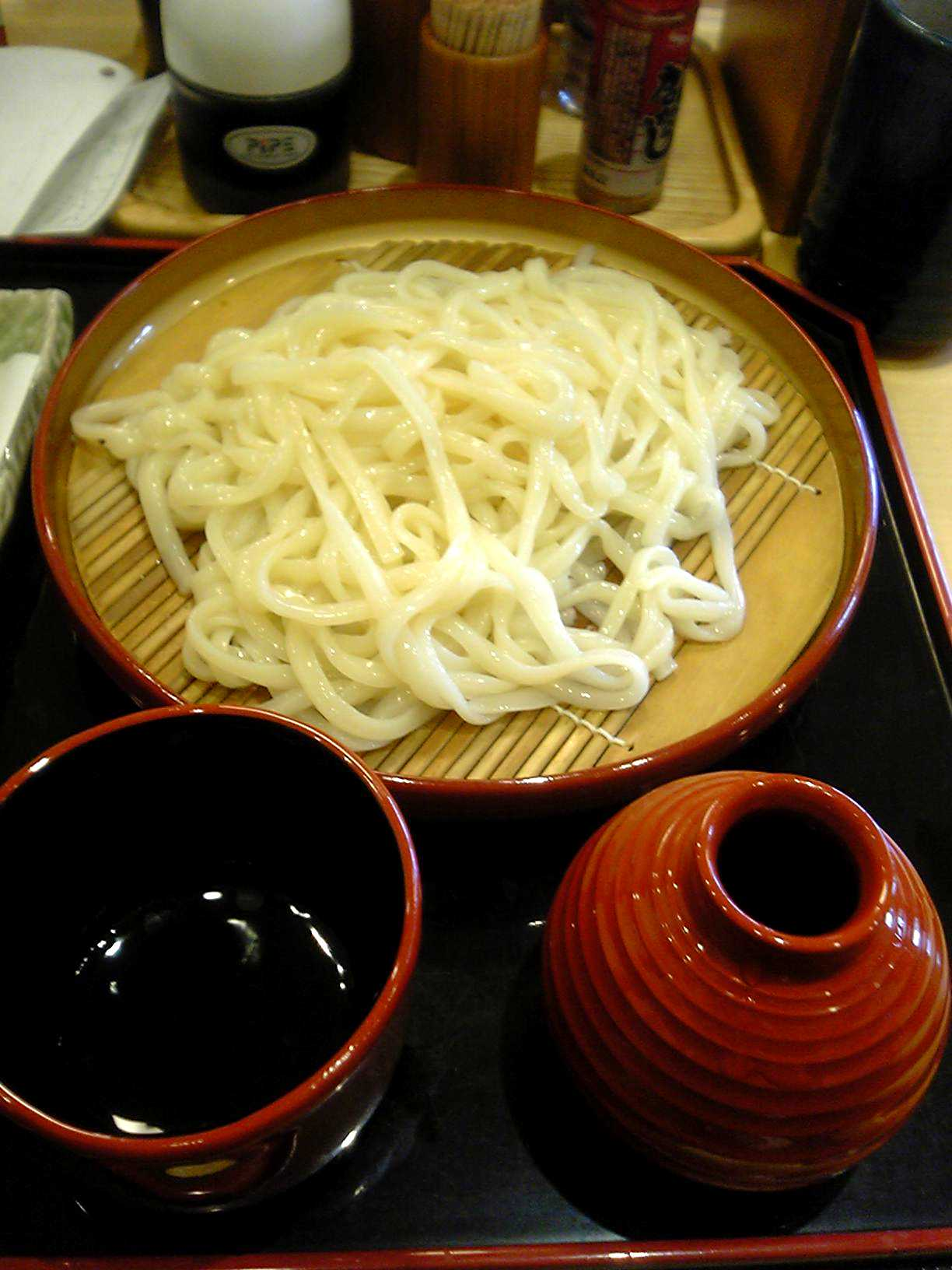
稲庭うどん

### 祭事・催事
- 〜灯幻峡冬物語〜かだる雪まつり（2月第1土曜日）
- 犬っこまつり（2月第2土曜日 - 日曜日）
- 小町まつり（6月第2日曜日と前日）
- 七夕絵どうろうまつり（8月5日 - 7日）

### 名産・特産
- 稲庭うどん（日本三大うどんの一角）
- 秋田仏壇
- 川連漆器
- 三梨牛
- 日本酒
- こけし（木地山系）
- いぶりがっこ

## 出身関連著名人
- 了翁道覚（社会事業に尽くした江戸時代前期の高僧）
- 関喜内（江戸時代の養蚕家）
- 照國万藏（元大相撲横綱）
- 清國勝雄（元大相撲大関）
- 小野小町（歌人）
- 豊島ミホ（小説家）
- 川俣健二郎（元衆議院議員）
- 斉藤永吉（北都銀行取締役）
- 斉藤裕亮（俳優タレント）
- 東海林良（作詞家）
- 筋野裕子（青森放送アナウンサー）
- 西村幸次郎（法学者、一橋大学名誉教授）
- 佐藤隆三（経済学者、ニューヨーク大学名誉教授）
- 菅貫太郎（元俳優）
- 菅義偉（政治家、第99代内閣総理大臣）
- 2代目本間金之助（旧姓・山内、貴族院議員、第四十八銀行頭取、秋田貯蓄銀行頭取、実業家、本金グループ本間家2代目、3代目本間金之助の養
- 加藤富夫（小説家）
- 片野饗一（秋田あけぼの銀行元頭取）
- 京野公子（元衆議院議員）
- 鈴木梢（アナウンサー）
- 山内三郎兵衛（秋田県多額納税者、京山合名会社理事、2代目本間金之助および2代目辻兵吉の甥。2代目金之助・2代目兵吉兄弟の実父の名を襲名）
- 2代目辻兵吉（旧姓・山内、(旧)秋田銀行頭取）
- 瀧川鯉舟（落語家）
- 山崎裕太（俳優） - 幼少期に東京都へ移住。
- 滑川道夫 - 教育者
- 神山治貴 - 経営者、マクニカ創業者、マクニカホールディングス名誉会長